# Køge Kommune (1970–2006)
| Strukturdaten       | Strukturdaten |
| ------------------- | ------------- |
| Sitz der Verwaltung | Køge          |
| Fläche              | 123,73 km²    |
| Einwohner           | 40.535 (2006) |
| Kommune seit 2007   | Køge Kommune  |

Køge Kommune war bis Dezember 2006 eine dänische Kommune im damaligen Roskilde Amt auf der Insel Seeland. Seit Januar 2007 ist sie zusammen mit der Kommune Skovbo Teil der neuen Køge Kommune.
Sie wurde gebildet im Zuge der Kommunalreform 1970 aus der Stadt Køge (Køge Købsstadskommune) und den folgenden vorher unabhängigen Kirchspielen:
- Herfølge Sogn
- Højelse Sogn
- Ølsemagle Sogn